# Late Night Berlin/Episodenliste

Logo von Late Night Berlin

Diese Episodenliste enthält die Zusammenfassungen der Episoden bzw. Folgen der deutschen Late-Night-Show Late Night Berlin auf dem Sender ProSieben.

## Übersicht
| Staffel | Jahr | Episodenanzahl | Erstausstrahlung | Erstausstrahlung  |
| Staffel | Jahr | Episodenanzahl | Staffelpremiere  | Staffelfinale     |
| ------- | ---- | -------------- | ---------------- | ----------------- |
| 1       | 2018 | 29             | 12. März 2018    | 10. Dezember 2018 |
| 2       | 2019 | 27             | 18. Februar 2019 | 16. Dezember 2019 |
| 3       | 2020 | 30             | 24. Februar 2020 | 28. Dezember 2020 |
| 4       | 2021 | 30             | 16. Februar 2021 | 7. Dezember 2021  |
| 5       | 2022 | 28             | 8. März 2022     | 13. Dezember 2022 |
| 6       | 2023 | 32             | 14. Februar 2023 | 27. Dezember 2023 |
| 7       | 2024 | 30             | 13. Februar 2024 | 18. Dezember 2024 |
| –       | 2025 | 1              | 25. März 2025    | 25. März 2025     |

## Episodenliste

### Staffel 2018
| Nr. (ges)   | Nr. (St.) | Erstausstrahlung | Studiogäste                      | Musikalische Auftritte                                  | Besondere Showinhalte |
| ----------- | --------- | ---------------- | -------------------------------- | ------------------------------------------------------- | --- |
| 1           | 1         | 12. März 2018    | Anne Will                        | Casper feat. Ahzumjot – Lass sie gehen                  | Gag-Vorschau, 171 Tage – Im Laberinth der Macht (mit Heinz Strunk und Kevin Kühnert) |
| 2           | 2         | 19. März 2018    | Heike Makatsch, Jessica Schwarz  | Tocotronic – Ich lebe in einem wilden Wirbel            | Gag-Vorschau, Musikvideo: Smart Home H**ensohn, Spiel: Das kleine Helene-Fischer-Quiz |
| 3           | 3         | 26. März 2018    | Bjarne Mädel, Olli Schulz        | Olli Schulz – Junge Frau sucht …                        | Gag-Vorschau, Bewerbung der Ost Boys, Videoschalte zu Joko Winterscheidt |
| 4           | 4         | 9. Apr. 2018     | Jan „Monchi“ Gorkow              | George Ezra – Paradise                                  | Gag-Vorschau, Neidisch auf Jörn Schlönvoigt |
| 5           | 5         | 16. Apr. 2018    | Sasha                            | –                                                       | Mega-Park für UNESCO-Welterbe, Sexismus-Debatte: Ronja von Rönne trifft Flirtexperten, Redaktionssitzung mit Till Hagen (alias Kevin Spacey), Songs über Themen, über die noch nie gesungen wurde                      |
| 6           | 6         | 23. Apr. 2018    | Olli Dittrich                    | Beatsteaks – French Disco                               | Battlerap bei Wer Wird Millionär?, Business mit den Ost Boys (Teil 1), Videoschalte zu Joko Winterscheidt, Perlen des Regionalfernsehens                                                                               |
| 7           | 7         | 30. Apr. 2018    | Smudo, Michi Beck                | –                                                       | Das muss eine Demokratie aushalten: Kai Pflaume in Indien, Business mit den Ost Boys (Teil 2), Spiel: Das große Promi-Straftaten Raten                                                                                 |
| 8           | 8         | 7. Mai 2018      | Christian Ulmen, Fahri Yardım    | James Bay – Us                                          | Bushido bei Maischberger, Das muss eine Demokratie aushalten: Jennifer Weist hat eine Frage & Kai Pflaume im Baumarkt, Gag-Marktforschung, Spiel: Mitarbeiter Gone Wild                                                |
| 9           | 9         | 14. Mai 2018     | Rea Garvey                       | –                                                       | Klaas beim Eurovision Song Contest, Jakob verschenkt Freude, Road to Russia: Skype-Interview mit Toni Kroos, Spiel: You Can Deutschland If You Really Want                                                             |
| 10          | 10        | 28. Mai 2018     | Iain Armitage                    | Biffy Clyro – Re-Arrange (unplugged)                    | Road to Russia: Skype-Interview mit Toni Kroos |
| 11          | 11        | 4. Juni 2018     | Toni Dreher-Adenuga              | –                                                       | Lesezirkel: Franz Josef Wagner, Das muss eine Demokratie aushalten: WM-Song von Micaela Schäfer, Road to Russia: Skype-Interview mit Toni Kroos                                                                        |
| 12          | 12        | 11. Juni 2018    | Clueso                           | Clueso – Du & Ich (unplugged)                           | Sommerloch Spezial, Road to Russia: Skype-Interview mit Toni Kroos, Klaas’ Fußballsong, Das Late Night Berlin Betriebsgericht (mit Ingo Lenßen), Songs über Themen, über die noch nie gesungen wurde                   |
| Sommerpause |           |                  |                                  |                                                         | |
| 13          | 13        | 17. Sep. 2018    | Anke Engelke                     | Bausa – Vagabund                                        | Klaas’ Sommer, Dialog mit dem Volk: Best-Of O-Töne rechter Demos, Das muss eine Demokratie aushalten: Dieter Bohlen zeigt seine Waden, Spiel: Ein Tisch für zwei                                                       |
| 14          | 14        | 24. Sep. 2018    | Fynn Kliemann                    | Casper & Marteria – Supernova                           | Galerie Umlauf – „MYL“: Klaas macht eine Ausstellung mit Scheiß aus dem Büro, Das muss eine Demokratie aushalten: Vera Int-Veen philosophiert über die Entwicklung der M&M’s-Preise, Spiel: MoMA: Museum of Mobile Art |
| 15          | 15        | 1. Okt. 2018     | David Guetta                     | Samy Deluxe feat. Max Herre – Zurück zu wir             | LNB TV Reportage: Berlin und die Parallelgesellschaft: Arabische Großfamilien, LNB Sports: Deutschland 19, Galerie Umlauf – „MYL“ (2. Teil), Spiel: Ziegen singen Guetta                                               |
| 16          | 16        | 8. Okt. 2018     | Kida Khodr Ramadan, Veysel Gelin | Tom Odell – If You Wanna Love Somebody                  | Klaas singt auf dem Cannstatter Wasen, Spiel: Habibi & Tina |
| 17          | 17        | 15. Okt. 2018    | Herbert Grönemeyer               | Herbert Grönemeyer feat. BRKN – Doppelherz / İki Gönlüm | Heufer & Umlauf: Werbung für „BBB Warenrestposte“, Das trägt man vor Gericht – Fashion für Schuldige!, Spiel: Grönemeyer singt seine Videos                                                                            |
| 18          | 18        | 18. Okt. 2018    | Mark Forster                     | Lewis Capaldi – Grace                                   | Ehrlicher Trailer zu The Voice of Germany, Gag-Vorschau, Das muss eine Demokratie aushalten: Maite Kelly ist überwältigt von sich, Spiel: The Worst of Germany                                                         |
| 19          | 19        | 22. Okt. 2018    | Dunja Hayali                     | –                                                       | Bitte melde dich nicht, Das große FC Bayern München PK-Quiz, eBay-Kleinanzeigen-Karaoke (mit Edin Hasanović), Interview mit Bill Gates                                                                                 |
| 20          | 20        | 25. Okt. 2018    | Michael Patrick Kelly            | Leoniden – Kids                                         | Stadtrundfahrt Berlin Secret Hype Tour, Spiel: The Voice Quidz, Spiel: The Goats of Germany |
| 21          | 21        | 29. Okt. 2018    | Lars Eidinger                    | Lary – Sand                                             | Motivationstraining, My Best Friends: Black Eyed Peas, Spiel: Ein Tisch für zwei |
| 22          | 22        | 1. Nov. 2018     | Yvonne Catterfeld                | Kelvyn Colt – Bury Me Alive                             | Basiswissen Internet: Virale Hits, Spiel: The Voice Quidz, Songs über Themen, über die noch nie gesungen wurde |
| 23          | 23        | 5. Nov. 2018     | Benjamin von Stuckrad-Barre      | Alligatoah – Wo kann man das kaufen?                    | Heufer & Umlauf: Werbung für „Lucella Mannino“ (mit Udo Walz, Bosse und Tim Sander), Spiel: Shame Message Service |
| 24          | 24        | 8. Nov. 2018     | Smudo, Michi Beck                | Joris – Glück auf                                       | Insta Democracy: Klaas demonstriert für Instagram-User, eBay-Kleinanzeigen-Karaoke, Spiel: The Voice Quidz |
| 25          | 25        | 12. Nov. 2018    | Joko Winterscheidt               | OK Kid – Lügenhits                                      | Duschgedanken, Spiel: Win Your Song, Countdown-Moment |
| 26          | 26        | 19. Nov. 2018    | Sido                             | Sido – 1000 Tattoos                                     | LNB Servicezeit: Dating im TV, Spiel: Mitarbeiter Gone Wild |
| 27          | 26        | 26. Nov. 2018    | Helge Schneider                  | Bosse – Ich warte auf dich                              | Klaas erfüllt Mitarbeiterwünsche: Frank Tonmann lehrt Karate, Spiel: Helge Schneider singt dat Fernsehen |
| 28          | 28        | 3. Dez. 2018     | Florian David Fitz               | AnnenMayKantereit – Marie                               | Klaas erfüllt Mitarbeiterwünsche: Jakob wird Alleinunterhalter, LNB Servicezeit: Weihnachtsgeschenke, eBay-Kleinanzeigen-Karaoke                                                                                       |
| –           | 29        | 10. Dez. 2018    | –                                | –                                                       | Best-of-Ausgabe |

### Staffel 2019
| Nr. (ges)   | Nr. (St.) | Erstausstrahlung | Studiogäste                                    | Musikalische Auftritte                                           | Besondere Showinhalte |
| ----------- | --------- | ---------------- | ---------------------------------------------- | ---------------------------------------------------------------- | --- |
| 29          | 1         | 18. Feb. 2019    | Fettes Brot                                    | Alice Merton – Why So Serious                                    | X-Future – Das Zukunftsmagazin, Preview: Besuch auf der Weinmesse, Spiel: Lass die Bombe platzen                                                                                    |
| 30          | 2         | 25. Feb. 2019    | Bosse                                          | Bilderbuch – LED go                                              | Besuch auf der Weinmesse, Text ohne Grund |
| 31          | 3         | 4. März 2019     | Edin Hasanović                                 | –                                                                | LNB TV Reportage: Köln und die Karnevals-Chaostage, Podcast am Apparat: Andrea Nahles, LNB Servicezeit: Liebes-Spezial, Spiel: We laugh to entertain you (mit Gast Palina Rojinski) |
| 32          | 4         | 11. März 2019    | Stefanie Kloß                                  | Foals – In Degrees                                               | Klaas fährt Koks-Taxi, Songs über Themen, über die noch nie gesungen wurde |
| 33          | 5         | 18. März 2019    | Jella Haase, Tom Schilling                     | Drangsal – Turmbau zu Babel                                      | Tatort für Millennials (mit Palina Rojinski), Podcast am Apparat: Christian Lindner, Video-Interview mit Axel Stein, eBay-Kleinanzeigen-Karaoke                                     |
| 34          | 6         | 25. März 2019    | Micky Beisenherz                               | Adesse & Sido – Strand                                           | Busen-Prank (mit Palina Rojinski), Spiel: Wer ist Kessler?, Spiel: MoMA: Museum of Mobile Art                                                                                       |
| 35          | 7         | 1. Apr. 2019     | Kai Pflaume                                    | Dendemann – Alle Jubilare wieder                                 | Der ironische Mann, Podcast am Apparat: Joko Winterscheidt, Pflaume Unchained |
| 36          | 8         | 8. Apr. 2019     | Tokio Hotel                                    | Tokio Hotel – When It Rains It Pours                             | Jakob verschenkt Freude: Bodybuilder-Messe, Spiel: Lass die Bombe platzen |
| 37          | 9         | 15. Apr. 2019    | Lena Meyer-Landrut                             | Lena – Don’t Lie to Me                                           | Musikvideo: Clans For Future, Massage-Interview mit Elyas M’Barek, Spiel: Die ultimative Nummer-1-Raten-Show, Text ohne Grund                                                       |
| 38          | 10        | 29. Apr. 2019    | Mark Forster                                   | Mark Forster – 747                                               | X-Future II – Das Zukunftsmagazin, Spiel: Vielleicht sehe ich was, was du nicht siehst (mit Steffen Hallaschka)                                                                     |
| 39          | 11        | 6. Mai 2019      | Toni Kroos                                     | Sigrid – Strangers                                               | LNB TV Reportage: Gentrifizierung im Nobel-Viertel, LNB Halbzeitanalyse (mit Matthias Killing und Patrick Owomoyela), Kroos Unchained                                               |
| 40          | 12        | 13. Mai 2019     | Oliver Welke                                   | Von Wegen Lisbeth – Westkreuz                                    | Angeben mit Toni Kroos, Spiel: Geräusche der Macht, Spiel: Schlagzeilen-Raten |
| 41          | 13        | 20. Mai 2019     | Sophie Turner, Evan Peters, Michael Fassbender | Die Orsons – Grille                                              | Interview im Späti mit Will Smith, Podcast am Apparat: Daniel Aminati, Spiel: Are they famous?                                                                                      |
| 42          | 14        | 27. Mai 2019     | Collien Ulmen-Fernandes, Bastian Pastewka      | KitschKrieg feat. Cro, AnnenMayKantereit & Trettmann – 5 Minuten | Gut drauf zur Wahl mit Palina Rojinski, Vorschau Joko & Klaas gegen ProSieben mit Studiogast Joko Winterscheidt, Trailer zur Wolf-Doku, eBay-Kleinanzeigen-Karaoke                  |
| Sommerpause |           |                  |                                                |                                                                  | |
| 43          | 15        | 23. Sep. 2019    | Shirin David                                   | KUMMER – Bei dir                                                 | Fahrraddiebe aufgepasst! (mit Adel Tawil, Die Atzen), Shirin Unchained |
| 44          | 16        | 30. Sep. 2019    | Sido                                           | Faber – Das Boot ist voll                                        | Traumschiff für Millennials (mit Palina Rojinski, Heinz Strunk u. a.), Kurzauftritt Shindy, Spiel: Rama Lama Ding Dong, Podcast am Apparat: Tim Mälzer                              |
| 45          | 17        | 7. Okt. 2019     | Katrin Bauerfeind                              | Wanda – S.O.S.                                                   | Prank mit Capital Bra – Klaas erschleicht sich Song Die Gang ist mein Team, Spiel: Das royale Prinz Marcus Quiz                                                                     |
| 46          | 18        | 14. Okt. 2019    | WURST                                          | Thees Uhlmann – Danke für die Angst                              | Tinder Date Prank (mit Sido und Nico Santos), Spiel: Castingshow-Gewinner oder Late Night Berlin-Zuschauer, Im Studio: Capital Bra                                                  |
| 47          | 19        | 21. Okt. 2019    | James Blunt                                    | –                                                                | Betrug am Apparat, Enttäusche mich – Die Show, Spiel: 4 Chordchella, Perlen des Regionalfernsehens                                                                                  |
| 48          | 20        | 28. Okt. 2019    | Florian David Fitz, Elyas M’Barek              | Provinz – Augen sind rot                                         | Survival-Hack: Sicher durch den Görlitzer Park (mit Julian F. M. Stoeckel), Spiel: Die Wahrheit?, Intervention mit Joko Winterscheidt                                               |
| 49          | 21        | 4. Nov. 2019     | Adel Tawil                                     | Trettmann feat. Alli Neumann – Zeit steht                        | Podcast am Apparat: Barbara Schöneberger, VR-Kirmes, eBay-Kleinanzeigen-Karaoke, Das muss eine Demokratie aushalten: Heidi & Tom im Liebesglück, Im Studio: Fahri Yardım            |
| 50          | 22        | 11. Nov. 2019    | Kida Khodr Ramadan                             | Sam Fender – Hypersonic Missiles                                 | Berlin Secret Hype Tour, Spiel: Tier Blocks – Wir erpressen ein Zuhause, Das muss eine Demokratie aushalten: Vera am Mittag schon gut drauf                                         |
| 51          | 23        | 18. Nov. 2019    | Silbermond                                     | Milky Chance – The Game                                          | Ridesharing-Taxi-Knigge, Spiel: Google-Schreiber, Das muss eine Demokratie aushalten: Frauke Ludowig legt einen kessen Stiefel aufs Parkett                                         |
| 52          | 24        | 25. Nov. 2019    | Felix Lobrecht, Tommi Schmitt                  | Lucas Rieger feat. Nico Santos – Unlove                          | Im Studio: Katjana Gerz, CNN Report: Tesla in Brandenburg (mit Katjana Gerz), Spiel: Vielleicht sehe ich was, was du nicht siehst (mit Frank Elstner), Im Studio: Thilo Mischke     |
| 53          | 25        | 2. Dez. 2019     | Hazel Brugger                                  | Sido feat. Johannes Oerding – Pyramiden                          | Betrug am Apparat, Spiel: Vice oder Shice, Spiel: Ein Tisch für zwei, Das muss eine Demokratie aushalten: Til Schweiger liebkost                                                    |
| 54          | 26        | 9. Dez. 2019     | Campino                                        | Die Toten Hosen – Feiern im Regen                                | Tinder Date Prank (mit Palina Rojinski), Spiel: „Lass die Bombe platzen“, Abschiedslied an Neo Magazin Royale                                                                       |
| –           | 27        | 16. Dez. 2019    | –                                              | –                                                                | Best-of-Ausgabe |

### Staffel 2020
| Nr. (ges)   | Nr. (St.) | Erstausstrahlung | Studiogäste                                                 | Musikalische Auftritte                       | Besondere Showinhalte |
| ----------- | --------- | ---------------- | ----------------------------------------------------------- | -------------------------------------------- | --- |
| 55          | 1         | 24. Feb. 2020    | Elyas M’Barek, Palina Rojinski                              | Apache 207 – Matrix                          | Klaas stellt Schlüsseldienst-Abzockern eine Falle (mit Rezo und Nura), Spiel: Hallo, wer is’n da? |
| 56          | 2         | 2. März 2020     | Kurt Krömer, Matthias Opdenhövel                            | Lauv – I’m So Tired                          | Instant Karma: Klaas belohnt gute Taten, Spiel: Ein Tisch für zwei, Spiel: Geräusche der Stars |
| 57          | 3         | 9. März 2020     | Tedros Teclebrhan                                           | Clueso – Sag mir was du willst               | Klaas’ flexe Großstadt Kids Hitparade (mit Luciano), eBay-Kleinanzeigen-Karaoke, Klaas zwingt Mitarbeiter: Rauli spielt Bohemian Rhapsody auf der Blockflöte |
| 58          | 4         | 16. März 2020    | Olli Schulz, Stefanie Heinzmann                             | –                                            | Olli Schulz & Klaas grillen und geben Tipps in der Quarantäne, Telefonat mit Toni Kroos, Spiel: Text ohne Grund |
| 59          | 5         | 23. März 2020    | Luciano, Franziska Knuppe                                   | Luciano – Mios mit Bars                      | Telefonat mit Joko Winterscheidt, Wiedergeburt des Goldenen Umberto – Krisen Edition, Spiel: Wer liegt im Bett – das Home-Office Mitarbeiterquiz, LNB Servicezeit – Home-Office Edition, Im Studio: Capital Bra |
| 60          | 6         | 30. März 2020    | Mark Benecke                                                | The Killers – Caution                        | Reality TV MasterClass mit „Promis unter Palmen“, LNB Servicezeit – Haushaltsideen (mit Mark Benecke), Spiel: Wer hat… – das LNB Video Call Quiz, Telefoninterview mit Rea Garvey |
| 61          | 7         | 6. Apr. 2020     | Micky Beisenherz                                            | Simon Neil – Re-arrange                      | Lockdown Konzert – Klaas & Stefanie Hertel überraschen Senioren, Kreativ Kosmos Krise (mit Scooter), Reality TV MasterClass mit „Promis unter Palmen“, Lasst sie pissen – Der Ohrwurm für Trucker in der Krise (mit Nico Santos), Spiel: Vielleicht sehe ich was, was du nicht siehst… digital (mit Marco Reus und Alexander Hold) |
| 62          | 8         | 20. Apr. 2020    | Riccardo Simonetti                                          | –                                            | Extrem peinliche Promi Anfragen, Reality TV MasterClass mit „Promis unter Palmen“, Kreativ Kosmos Krise, Spiel: Anzeige wegen Markennennung |
| 63          | 9         | 27. Apr. 2020    | Max Giesinger                                               | –                                            | Perfekte Pinkel-Pause: Klaas kämpft für Trucker, Klaas trifft Anna Kendrick und Justin Timberlake, Die Late Night Berlin Doku zur Corona-Krise, Eine Hand wäscht die andere: Friseursalon Heufer-Umlauf, Spiel: Googleschreiber |
| 64          | 10        | 4. Mai 2020      | Steven Gätjen, Joko Winterscheidt                           | –                                            | Palina, Matthias Schweighöfer & Otto überraschen Corona-Helden, Spiel: Hallo, wer ist denn da? |
| 65          | 11        | 11. Mai 2020     | Tom Wlaschiha                                               | Mark Forster – Übermorgen                    | Heimlich Reinmogeln: Welche Taktik funktioniert?, Kreativ Kosmos Krise, Spiel: eBay-Kleinanzeigen-Karaoke |
| 66          | 12        | 18. Mai 2020     | Philipp Plein                                               | Lions Head – The Way U Talk                  | Undercover im Meeting mit Sido, Jacke designen mit Philipp Plein |
| 67          | 13        | 25. Mai 2020     | Edin Hasanović, Timon Krause                                | LEA – Treppenhaus                            | Cringe Jakob: Corona-Regeln für Jugendliche, Spiel: Timon im Kopf |
| Sommerpause |           |                  |                                                             |                                              | |
| 68          | 14        | 7. Sep. 2020     | Joko Winterscheidt                                          | Capital Bra, Clueso, KC Rebell – Andere Welt | Bodybuilder-Journalisten bei Corona-Demo, Spiel: Die Wahrheit?, Bester Zuschauer Deutschlands |
| 69          | 15        | 14. Sep. 2020    | Sido, Knossi, Marc Gebauer                                  | Zoe Wees – Control                           | Goldener Nacktberto: Klau-Sau vom Teufelssee, Spiel: Wieviel kostet das? |
| 70          | 16        | 21. Sep. 2020    | Carolin Kebekus                                             | Joy Denalane – I gotta know                  | Rapsong von 2004 (mit Eko Fresh und Shaham), Spiel: Das große Dad Joke Raten, Tisch für zwei |
| 71          | 17        | 28. Sep. 2020    | Thilo Mischke                                               | Madsen – Behalte deine Meinung               | Kinder interviewen Veysel |
| 72          | 18        | 5. Okt. 2020     | David Guetta                                                | Bow Anderson – Island                        | Undercover im Meeting (mit Anke Engelke) (Teil 1), Spiel: Who knows it Guetta? |
| 73          | 19        | 12. Okt. 2020    | Jürgen Vogel, Lisa Maria Potthoff                           | Daði Freyr – Think about Things              | Undercover im Meeting (mit Anke Engelke) (Teil 2), 2/5 Sterne Küche, Kinder interviewen Capital Bra und Bozza |
| 74          | 20        | 19. Okt. 2020    | Kai Pflaume                                                 | The Screenshots – Träume                     | Sasha testet peinliche Songs (Teil 1), Der Late-Night-Berlin-Beichtstuhl |
| 75          | 21        | 26. Okt. 2020    | Sasha                                                       | Tokio Hotel – Durch den Monsun 2020          | Sasha testet peinliche Songs (Teil 2), Songs über Themen, über die noch nie gesungen wurde |
| 76          | 22        | 2. Nov. 2020     | Felix Lobrecht                                              | Bosse – Der letzte Tanz                      | Verblüffendes aus Berlin: Drogendealer anlocken (mit Sophie Passmann), Spiel: Das große Dad Jokes Raten, Spiel: Home is where – von wo ick mein Gegenstand mitgebracht hab |
| 77          | 23        | 9. Nov. 2020     | Karoline Herfurth, Emilia Schüle                            | Nico Santos – Running Back to You            | Spiel: Hallo, wer ist denn da?, Kinder interviewen Dardan |
| 78          | 24        | 16. Nov. 2020    | Sylvie Meis, Wigald Boning, Veronica Ferres, Jochen Schropp | Gentleman – Ahoi                             | Sehnsucht nach Rave (mit Patrick Lindner und Bernhard Brink), Spiel: Timon im Kopf (mit Timon Krause), Interview mit Vicky Leandros und Matthias Opdenhövel |
| 79          | 25        | 23. Nov. 2020    | Jeannine Michaelsen                                         | KC Rebell und Summer Cem – Down              | Klaas schenkt Schmitti eine weitere Echse (Teil 1), Verblüffendes aus Berlin mit Sophie Passmann |
| 80          | 26        | 30. Nov. 2020    | Sido                                                        | Sido und Alligatoah – Monet                  | Klaas schenkt Schmitti eine weitere Echse (Teil 2 im Dinopark), Buchdrip mit Sophie Passmann, Fett wegschießen |
| –           | 27        | 7. Dez. 2020     | –                                                           | –                                            | Best-of-Ausgabe |
| –           | 28        | 14. Dez. 2020    | –                                                           | –                                            | Best-of-Ausgabe |
| –           | 29        | 21. Dez. 2020    | –                                                           | –                                            | Musik-Spezial mit Nico Santos |
| –           | 30        | 28. Dez. 2020    | –                                                           | –                                            | Musik-Spezial mit Sido, Gäste: Alligatoah, Johannes Oerding |

### Staffel 2021
| Nr. (ges)   | Nr. (St.) | Erstausstrahlung | Studiogäste                             | Musikalische Auftritte                      | Besondere Showinhalte |
| ----------- | --------- | ---------------- | --------------------------------------- | ------------------------------------------- | --- |
| 81          | 1         | 16. Feb. 2021    | Jan Delay                               | Mine – Mein Herz                            | Kinder fragen Rapper, u. a. |
| 82          | 2         | 23. Feb. 2021    | No Angels                               | Joris – Willkommen Goodbye                  | |
| 83          | 3         | 2. März 2021     | Ralf Moeller, Caro Daur                 | Jeremias – hdl                              | |
| 84          | 4         | 9. März 2021     | Hadnet Tesfai, Tarik Tesfu              | Mighty Oaks – Mexico                        | Kinder fragen Rapper: Sido, u. a. |
| 85          | 5         | 16. März 2021    | Michi Beck, Smudo                       | RIN und Giant Rooks – Meer                  | Weird Germany. u. a. |
| 86          | 6         | 23. März 2021    | Luisa Neubauer                          | Serious Klein – Numero Uno                  | Kinder fragen Rapper: Yung Hurn |
| 87          | 7         | 30. März 2021    | Sasha, Rea Garvey                       | Rea Garvey – The One                        | |
| 88          | 8         | 6. Apr. 2021     | Drangsal, Casper, Katrin Bauerfeind     | Disarstar feat. Dazzit – Großstadtfieber    | Interview: Fynn Kliemann & Olli Schulz, u. a.                                                                                           |
| 89          | 9         | 13. Apr. 2021    | Tedros Teclebrhan, Anke Engelke         | Antoine Burtz – Mona Lisa                   | Kinder fragen Rapper: Shirin David, Weird Germany (Teil 2)                                                                              |
| 90          | 10        | 20. Apr. 2021    | Joko Winterscheidt, Alice Merton        | Haiyti – Toxisch                            | Spiel: Nummer-eins-Hits raten |
| 91          | 11        | 27. Apr. 2021    | H. P. Baxxter                           | Mark Forster und Lea – Drei Uhr Nachts      | Fake-RBB-Interview mit Jakob |
| 92          | 12        | 4. Mai 2021      | Jenke von Wilmsdorff, Yvonne Catterfeld | –                                           | Text ohne Grund, Kinder fragen Rapper: Luciano                                                                                          |
| 93          | 13        | 11. Mai 2021     | Nora Tschirner, Marteria                | –                                           | Peinliche Filme in der Marktforschung mit Axel Stein (Teil 1), Spiel: Dad Jokes raten, eBay-Kleinanzeigen-Karaoke                       |
| 94          | 14        | 18. Mai 2021     | Sarah Connor                            | Sarah Connor – Alles in mir will zu dir     | Peinliche Filme in der Marktforschung mit Axel Stein (Teil 2), u. a.                                                                    |
| 95          | 15        | 25. Mai 2021     | Bill Kaulitz                            | Jan Delay – KINGINMEIMDING                  | Interview Shirin David, Peinliche Promi-Anfragen                                                                                        |
|             | 16        | 1. Juni 2021     | –                                       | –                                           | Best-of-Ausgabe |
|             | 17        | 8. Juni 2021     | –                                       | –                                           | Musik-Spezial mit Sarah Connor |
| Sommerpause |           |                  |                                         |                                             | |
| 96          | 18        | 14. Sep. 2021    | Fahri Yardım, Louis Klamroth            | Casper – Alles war schön und nichts tat weh | LNB Pressekonferenz, Kinder fragen Kanzler:innen: Olaf Scholz und Armin Laschet                                                         |
| 97          | 19        | 21. Sep. 2021    | Ed Sheeran                              | Ed Sheeran – Shivers                        | Klaas’ Sommerpause, Kinder fragen Kanzler:innen: Annalena Baerbock, Spiel: Rock 'n' Roll Hall of Shame, Interview: Delayed Night Berlin |
| 98          | 20        | 28. Sep. 2021    | Linda Zervakis, Matthias Opdenhövel     | Alli Neumann – Frei                         | #HerzlosBahn: Klaas’ Statue soll weg, Spiel: Home is where my Gegenstand is, Comedian Filiz Tasdan                                      |
| 99          | 21        | 5. Okt. 2021     | LEA, Bjarne Mädel, Jan Georg Schütte    | Clueso – 37 Grad im Paradies                | Songs über Themen, über die noch nie gesungen wurde, eBay-Kleinanzeigen-Karaoke, LNB Freundschaftstest                                  |
| 100         | 22        | 12. Okt. 2021    | Coldplay                                | Joy Crookes – When You Were Mine            | Spiel: Ultimate Coldplay Quiz, LNB Freundschaftstest                                                                                    |
| 101         | 23        | 19. Okt. 2021    | Matthias Schweighöfer                   | Milky Chance – Colorado                     | Jubiläumsausgabe zur 101. Sendung, LNB Pressekonferenz                                                                                  |
| 102         | 24        | 26. Okt. 2021    | Mai Thi Nguyen-Kim                      | Cro – Alles Dope                            | 1000 Euro investieren und reich werden, Spiel: Hallo, wer ist denn da?                                                                  |
| 103         | 25        | 2. Nov. 2021     | Oliver Polak, Elevator Boys             | Schmyt – Ich wünschte du wärst verloren     | 1000 Euro investieren und reich werden                                                                                                  |
| 104         | 26        | 9. Nov. 2021     | Verona Pooth, Sebastian Pufpaff         | Girl in Red – Serotonin                     | Germany's Next Tophymne – Klaas bestellt neue Nationalhymnen, LNB24                                                                     |
| 105         | 27        | 16. Nov. 2021    | Harald Glööckler                        | Badmómzjay – Sterne unterm Dach             | Spiel: Fan vs. Glööckler – Das Pompöös-Quiz, Klaas recherchiert: Neukölln                                                               |
| 106         | 28        | 23. Nov. 2021    | Philipp Lahm                            | –                                           | Der gigantische Heiratsantrag |
|             | 30        | 7. Dez. 2021     | –                                       | –                                           | Musik-Spezial mit Ed Sheeran |

### Staffel 2022
| Nr. (ges)   | Nr. (St.) | Erstausstrahlung | Studiogäste                                                                    | Musikalische Auftritte                          | Besondere Showinhalte |
| ----------- | --------- | ---------------- | ------------------------------------------------------------------------------ | ----------------------------------------------- | --- |
| 107         | 1         | 8. März 2022     | Erik Marquardt, Louis Klamroth, Sophie Passmann, Marina Weisband, Anna Dushime | –                                               | Ukraine Krieg Spezial |
| 108         | 2         | 15. März 2022    | Bryan Adams                                                                    | Griff & Sigrid – Head on Fire                   | Klaas’ Winterpause, Interview mit Ryan Reynolds, Spiel: Bryan Adams' Goatest Hits                                                                              |
| 109         | 3         | 22. März 2022    | Kurt Krömer                                                                    | Philipp Poisel – Immer wenn einer               | Kinder fragen Influencer*innen: Stefano Zarrella, lnbTV, Spiel: Flexship                                                                                       |
| 110         | 4         | 29. März 2022    | Marteria, Campino                                                              | Alice Merton – Same Team                        | Interview: Casino Rockyal, LNB Freundschaftstest |
| 111         | 5         | 5. Apr. 2022     | Ina Müller                                                                     | Kraftklub – Ein Song reicht                     | Der Saarland Epos (Teil 1), Spiel: Songs über Themen, über die noch nie gesungen wurde                                                                         |
| 112         | 6         | 12. Apr. 2022    | Nilam Farooq                                                                   | Montez – Geisterstadt                           | Der Saarland Epos (Teil 2), Spiel: ebay-Kleinanzeigen-Karaoke                                                                                                  |
| 113         | 7         | 19. Apr. 2022    | Palina Rojinski, Joko Winterscheidt                                            | Tove Skyre – Show Me Love                       | Batman mit Kindern, Spiel: It's a hard Tok Live |
| 114         | 8         | 26. Apr. 2022    | Clueso                                                                         | Yungblud – The Funeral                          | Street Wetten Dass.. ?, Spiel: LNB Service – Was ich dir schon immer mal singen wollte                                                                         |
| 115         | 9         | 3. Mai 2022      | Dennis und Benni Wolter                                                        | Arrdee – Oliver Twist                           | LNB Freundschaftstest, Kinder fragen Influencer*innen: Mike Heiter, Spiel: Home is where my Gegenstand steht                                                   |
| 116         | 10        | 10. Mai 2022     | Sophie Passmann                                                                | Sam Fender – Seventeen Going Under              | Weird Germany, X-Future Magazin: Spiel: Museum of Mobile Art                                                                                                   |
| 117         | 11        | 17. Mai 2022     | Ewan McGregor, Hayden Christensen, Moses Ingram                                | –                                               | Kinder fragen Influencer*innen: Melissa Damilia, Spiele: May The Merch With You, Cast vs. Fan, The Ultimate Star Wars Quiz mit Steven Gätjen mit Steven Gätjen |
| 118         | 12        | 24. Mai 2022     | Marius Müller-Westernhagen                                                     | Paula Hartmann – Kein Happy End                 | Klaas macht Mitarbeiter zum Hundetrainer, Interview: Unbequeme Fragen auf sehr bequemen Stühlen Spiel: Marius Müller-Westernhagens Goatest Hits                |
| 119         | 13        | 31. Mai 2022     | Teddy Teclebrhan                                                               | Teddy Teclebrhan – Flieg kleiner Wellensittich  | Weird Germany, Spiel: Tisch für Zwei |
| Sommerpause |           |                  |                                                                                |                                                 | |
| 120         | 14        | 6. Sep. 2022     | Joko Winterscheidt, Olli Schulz, Nilam Farooq                                  | Provinz feat. Danger Dan – Unsere Bank          | Klaas’ Sommerjobs, Spiel: Wer stiehlt mir die Show? Niemand, denn ich bin ja nicht so blöd wie Joko                                                            |
| 121         | 15        | 13. Sep. 2022    | Heinz Strunk                                                                   | Domiziana – Ohne Benzin                         | James Bond mit Kindern, Spiel: Das große Jeremy Fragrance Quiz, Buzzer-Moment: Kris Buckley mit Schnecke Günther                                               |
| 122         | 16        | 20. Sep. 2022    | Luciano, Charly Hübner                                                         | Tom Odell – Another Love / Best Day of My Light | Mitarbeiter Fahrschule (Teil 1), Spiel: Auf der Alm da gibt's kein Drip                                                                                        |
| 123         | 17        | 27. Sep. 2022    | Elyas M’Barek                                                                  | Luna – Arschloch                                | Mitarbeiter Fahrschule (Teil 2), Buzzer-Moment: Jeremy Fragrance, Spiel: Vielleicht seh' ich was, was du nicht siehst                                          |
| 124         | 18        | 4. Okt. 2022     | Riccardo Simonetti                                                             | Betterov – Schlaf gut                           | LNB Freundschaftstest, X-Future Magazin, Spiel: Das große Promi-Straftaten Raten                                                                               |
| 125         | 19        | 11. Okt. 2022    | Andrea Petkovic                                                                | Arctic Monkeys – Body Paint                     | Klaas zwingt Jakob Fix zu besuchen |
| 126         | 20        | 18. Okt. 2022    | Louis Tomlinson                                                                | –                                               | Größter Museumsraub der Geschichte, Interview: Delayed Night Berlin                                                                                            |
| 127         | 21        | 25. Okt. 2022    | Emilio Sakraya, Fatih Akin                                                     | Gentleman – Mad World                           | Boomer Rap, X-Future Magazin, Interview: Unbequeme Fragen auf sehr bequemen Stühlen, Buzzer-Moment: Schnick Schnack Schnuck Weltmeister                        |
| 128         | 22        | 1. Nov. 2022     | Palina Rojinski                                                                | Gang of Youths – The Angel of 8th Ave.          | Wie kommt man ins Berghain?, Spiel: ebay-Kleinanzeigen-Karaoke                                                                                                 |
| 129         | 23        | 8. Nov. 2022     | Hazel Brugger                                                                  | Ennio – Freister Mensch der Welt                | LNB Freundschaftstest, Spiel: LNB Pressekonferenz |
| 130         | 24        | 15. Nov. 2022    | Florian David Fitz, El Hotzo, Salwa Houmsi                                     | Sido – Liebst du mich                           | LNB Freundschaftstest, X-Future Magazin, Spiel: Tisch für Zwei                                                                                                 |
| –           | 25        | 22. Nov. 2022    | –                                                                              | –                                               | Best-Of-Ausgabe (Teil 1) |
| –           | 26        | 29. Nov. 2022    | –                                                                              | –                                               | Best-Of-Ausgabe (Teil 2) |
| –           | 27        | 6. Dez. 2022     | –                                                                              | –                                               | Musik-Spezial mit Clueso |
| –           | 28        | 13. Dez. 2022    | –                                                                              | –                                               | Musik-Spezial mit Arctic Monkeys |

### Staffel 2023
| Nr. (ges)   | Nr. (St.) | Erstausstrahlung | Studiogäste                                                           | Überraschungsgäste                   | Musikalische Auftritte                                          | Besondere Showinhalte                                                                                         |
| ----------- | --------- | ---------------- | --------------------------------------------------------------------- | ------------------------------------ | --------------------------------------------------------------- | --- |
| 131         | 1         | 14. Feb. 2023    | Herbert Grönemeyer                                                    | Chico                                | –                                                               | |
| 132         | 2         | 21. Feb. 2023    | Pham Phi Son, Jenny Fleischer                                         | Martin Semmelrogge                   | Elif – Weisst du wie es ist                                     | Shopping-Tour mit Palina, Klaas und Joko im KaDeWe                                                            |
| 133         | 3         | 28. Feb. 2023    | Nina Chuba                                                            | Mercedes Welte                       | Nina Chuba x Provinz – Ich glaub ich will heut nicht mehr gehen | |
| 134         | 4         | 7. März 2023     | Felix Lobrecht                                                        | Pumuckl & Carola Weidemann           | Luvre47 – Hinterm Block                                         | |
| 135         | 5         | 14. März 2023    | Anke Engelke, Riccardo Simonetti                                      | –                                    | Trettmann - Im Loop                                             | |
| 136         | 6         | 21. März 2023    | Kurt Krömer                                                           | Sido                                 | BRKN – Therapie                                                 | |
| 137         | 7         | 28. März 2023    | Michael Herbig                                                        | Hirschrufer Thomas Soltwedel         | Blumengarten - Paris Syndrom                                    | |
| 138         | 8         | 4. Apr. 2023     | Bruno Alexander, Oskar Belton, Emil Belton, Max Mattis, Leonard Fuchs | Engin Söyler                         | Herbert Grönemeyer - Herzhaft                                   | |
| 139         | 9         | 11. Apr. 2023    | Stefanie Kloß und Andreas Nowak von Silbermond                        | Lilo von Kiesenwetter                | Ian Hooper - Dry Your Tears                                     | |
| 140         | 10        | 18. Apr. 2023    | Micky Beisenherz, Oliver Polak                                        | Matthias Mangiapane                  | Hozier - Eat Your Young                                         | |
| 141         | 11        | 25. Apr. 2023    | Dennis Wolter, Benni Wolter                                           | Doppelgänger von Prominenten         | –                                                               | |
| 142         | 12        | 2. Mai 2023      | Arnim Teutoburg-Weiß, Sophie Passmann                                 | Coda                                 | –                                                               | |
| 143         | 13        | 9. Mai 2023      | Ed Sheeran                                                            | Joko Winterscheidt                   | Keir - Lemonade                                                 | |
| 144         | 14        | 16. Mai 2023     | Johannes Oerding, Joko Winterscheidt, Sophie Passmann                 | Klaas’ Mutter                        | Ed Sheeran - Eyes Closed                                        | |
| 145         | 15        | 23. Mai 2023     | Joko Winterscheidt, Shirin David                                      | Frank Elstner                        | Silbermond - Verletzen                                          | |
| –           | 16        | 30. Mai 2023     | –                                                                     | –                                    | –                                                               | Best-Of-Ausgabe                                                                                               |
| –           | 17        | 6. Juni 2023     | –                                                                     | –                                    | –                                                               | Musik-Spezial mit Keir                                                                                        |
| Sommerpause |           |                  |                                                                       |                                      |                                                                 | |
| 146         | 18        | 19. Sep. 2023    | Jared Leto                                                            | Samson aus der Sesamstraße           | –                                                               | |
| 147         | 19        | 26. Sep. 2023    | Ski Aggu                                                              | Uschi, Thomas Schmitt                | Ski Aggu – Mietfrei                                             | |
| 148         | 20        | 3. Okt. 2023     | Elevator Boys                                                         | Geisterjägerin Minckee               | Dilla – Teen                                                    | |
| 149         | 21        | 10. Okt. 2023    | Till Reiners                                                          | Cheyne Lewin                         | Giant Rooks – For You                                           | |
| 150         | 22        | 17. Okt. 2023    | Guido Maria Kretschmer                                                | H. P. Baxxter                        | Gerd – Dawn                                                     | Tatort – Tödlicher Cringe mit Nina Chuba, Ski Aggu, Die Huepsche, Helge Mark, Elevator Boys, Domiziana, Joyyy |
| 151         | 23        | 24. Okt. 2023    | Joko Winterscheidt                                                    | Michael Klammt                       | –                                                               | Premiere von „Joko & Klaas im Zoo“                                                                            |
| 152         | 24        | 31. Okt. 2023    | Alli Neumann                                                          | Carmen Goglin                        | Bosse – Ich liebe dich so                                       | |
| 153         | 25        | 7. Nov. 2023     | Rea Garvey                                                            | Tokio Hotel                          | Rea Garvey – Perfect in My Eyes                                 | |
| 154         | 26        | 14. Nov. 2023    | Tobias (Gewinner der Schatzsuche), Joko Winterscheidt                 | –                                    | Zoe Wees – Lightning                                            | Finale der #Schatzsuche                                                                                       |
| 155         | 27        | 21. Nov. 2023    | Tim Mälzer                                                            | Gülcan Kamps                         | Casper – Emma (A cappella version)                              | Thomas Schmitt bei der Polizeikontrolle                                                                       |
| 156         | 28        | 28. Nov. 2023    | Beth Ditto                                                            | Kim Frank                            | The Beaches – Blame Brett                                       | |
| 157         | 29        | 5. Dez. 2023     | Nilam Farooq, Iris Berben, Aylin Tezel                                | Dennis und Benni Wolter, Olli Schulz | Olli Schulz – Falsch erzählt                                    | |
| 158         | 30        | 12. Dez. 2023    | Matthias Schweighöfer, Herbert Grönemeyer                             | Chemikerin Marika Kandler            | Herbert Grönemeyer & Suena – Kaltes Berlin                      | |
| –           | 31        | 19. Dez. 2023    | –                                                                     | –                                    | –                                                               | Best-Of-Ausgabe: Winter 2023                                                                                  |
| –           | 32        | 27. Dez. 2023    | –                                                                     | –                                    | –                                                               | Musik-Spezial mit Olli Schulz                                                                                 |

### Staffel 2024
| Nr. (ges)   | Nr. (St.) | Erstausstrahlung | Studiogäste                                              | Überraschungsgäste                 | Musikalische Auftritte                               | Besondere Showinhalte                                |
| ----------- | --------- | ---------------- | -------------------------------------------------------- | ---------------------------------- | ---------------------------------------------------- | ---------------------------------------------------- |
| 159         | 1         | 13. Feb. 2024    | Florian David Fitz                                       | Matthias Schlitte                  | Luciano – Time                                       |                                                      |
| 160         | 2         | 20. Feb. 2024    | Lars Eidinger, Sabine                                    | –                                  | Noah Kahan – Stick Season                            | Anti-Raucher-Experiment                              |
| 161         | 3         | 27. Feb. 2024    | Stefanie Giesinger                                       | Insektenzüchter Adrian Kozakiewicz | Stephen Sanchez – Until I Found You & High (Medley)  | Anti-Raucher-Experiment Ergebnis                     |
| 162         | 4         | 5. März 2024     | Tedros Teclebrhan                                        | Croupier Viktoria Reck             | Teddy Teclebrhan feat. Antoine – Ich bin aufm Sprung |                                                      |
| 163         | 5         | 12. März 2024    | Sarah Connor, Lena, Joko Winterscheidt                   | Profi-Taschendieb Giovanni Alecci  | Lena – Loyal to Myself                               | LNB-Reportage: Falschparker in Neukölln              |
| 164         | 6         | 19. März 2024    | Gizem Emre, Jella Haase                                  | James Blunt                        | Alligatoah – ICH ICH ICH                             |                                                      |
| 165         | 7         | 26. März 2024    | Giovanni Zarrella                                        | Autogrammsammler Christian Bach    | Zimmer90 – What Love Is                              |                                                      |
| 166         | 8         | 2. Apr. 2024     | Lukas Podolski, Markus Krampe                            | Weltrekordhalter Marvin Simmerle   | Lary feat. Patrice – Sinn                            |                                                      |
| 167         | 9         | 9. Apr. 2024     | Palina Rojinski                                          | LKW-Fahrerin Bettina Lammer        | Benson Boone – Beautiful Things                      | Dating-Test                                          |
| 168         | 10        | 16. Apr. 2024    | Alice Merton                                             | Weltrekordhalter André Ortolf      | Wanda – Bei niemand anders                           | Weird Germany: Deutsche Büros                        |
| 169         | 11        | 23. Apr. 2024    | Emilio Sakraya                                           | Sasha                              | 01099 – Küssen                                       |                                                      |
| 170         | 12        | 30. Apr. 2024    | Jan Delay                                                | Lasse Stolley                      | Leoniden – Never Never                               | Sabine does sings..., Friseur-Salon von Joko & Klaas |
| 171         | 13        | 7. Mai 2024      | Anke Engelke                                             | Peter Urban                        | Beatsteaks – Detractors                              | Weird Germany: Deutsche Büros                        |
| –           | 14        | 14. Mai 2024     | –                                                        | –                                  | –                                                    | Best-Of-Ausgabe                                      |
| –           | 15        | 21. Mai 2024     | –                                                        | –                                  | –                                                    | Musik-Spezial mit Beatsteaks                         |
| Sommerpause |           |                  |                                                          |                                    |                                                      |                                                      |
| 172         | 16        | 17. Sep. 2024    | Fahri Yardim                                             | Helmut Wolfertstetter              | Bastille Presents Ampersand – Intros & Narrators     |                                                      |
| 173         | 17        | 24. Sep. 2024    | Dennis und Benni Wolter, Katia Saalfrank                 | VfL Jesus                          | Berq – Still                                         | Interview mit Billie Eilish                          |
| 174         | 18        | 1. Okt. 2024     | Heike Makatsch, Kida Khodr Ramadan                       | –                                  | Chilly Gonzales – Open the Kimono                    |                                                      |
| 175         | 19        | 8. Okt. 2024     | Nina Chuba, Tommi Schmitt, Joko Winterscheidt            | –                                  | Ennio & Nina Chuba – Fühlst du gar nichts?           |                                                      |
| 176         | 20        | 15. Okt. 2024    | Till Reiners                                             | Minimalmehr                        | Apsilon feat. Blumengarten – Augen in der Nacht      |                                                      |
| 177         | 21        | 22. Okt. 2024    | Sophie Passmann                                          | Christoph Fink                     | –                                                    |                                                      |
| 178         | 22        | 29. Okt. 2024    | Tom Schilling, Marc Hosemann                             | Dennis Kohlruss                    | –                                                    |                                                      |
| 179         | 23        | 5. Nov. 2024     | Hazel Brugger, Elevator Boys                             | Der Schaelm                        | Max&Joy – Skyline                                    |                                                      |
| 180         | 24        | 12. Nov. 2024    | Caro Daur, Tedros Teclebrhan                             | –                                  | Marsimoto – KI (Keine Intelligenz)                   |                                                      |
| 181         | 25        | 19. Nov. 2024    | Sarah Connor, Papaplatte                                 | –                                  | Sebastian Schub – Sing Like Madonna                  |                                                      |
| 182         | 26        | 26. Nov. 2024    | Martin Rütter                                            | Dr. Oksana Havryliv                | Good Neighbours – Home                               | Pizza-Taxi von Joko & Klaas                          |
| 183         | 27        | 3. Dez. 2024     | Benjamin von Stuckrad-Barre                              | Oliver Polak, Lili Paul-Roncalli   | Zartmann – Niemand                                   |                                                      |
| 184         | 28        | 10. Dez. 2024    | Bruno Alexander, Emil Belton, Oskar Belton, Heinz Strunk | –                                  | Nina Chuba – Waldbrand                               |                                                      |
| –           | 29        | 17. Dez. 2024    | –                                                        | –                                  | –                                                    | Best-Of-Ausgabe: Winter 2024 mit Robbie Williams     |
| –           | 30        | 18. Dez. 2024    | –                                                        | –                                  | –                                                    | Musik-Spezial mit Max Herre & Joy Denalane           |

### 2025
| Nr. (ges) | Nr. (St.) | Erstausstrahlung | Studiogäste | Überraschungsgäste | Musikalische Auftritte | Besondere Showinhalte |
| --------- | --------- | ---------------- | ----------- | ------------------ | ---------------------- | --------------------- |
| 185       | 1         | 25. März 2025    | Anne Will   | –                  | –                      | Letzte Folge          |